# William Pugsley
Pour les articles homonymes, voir Pugsley.
William Pugsley (1850 - 1925) est un avocat et homme politique canadien, premier ministre et lieutenant-gouverneur du Nouveau-Brunswick.

## Biographie
William Pugsley est né le 27 septembre 1850 à Sussex, au Nouveau-Brunswick. Il suit des études de Droit à l'université du Nouveau-Brunswick, ce qui lui permet d'être admis au barreau comme procureur le 22 juin 1871 puis avocat le 27 juin 1872 et il commence sa carrière à Saint-Jean. Il s'intéresse également au monde de la presse et est pendant un temps propriétaire des journaux Saint John Telegraph et Saint John Times.
Parallèlement, il est élu à l'Assemblée législative du Nouveau-Brunswick en tant que député de la circonscription de Kings en juillet 1885 sous la bannière libérale et conserve son siège jusqu'en 1892. Durant cette période, il est nommé président de l'Assemblée législative du 3 mars 1887 jusqu'en mai 1889 et solliciteur général de 1889 à 1892.
Il brigue le siège de député fédéral de la Cité de Saint-Jean mais est battu le 23 juin 1896 par John Valentine Ellis. Il retrouve en revanche son siège de député provincial le 18 février 1899 et le garde jusqu'au 30 mai 1907. Il est alors procureur général du 31 août 1900 au 30 mars 1907, secrétaire provincial du 8 mars au 15 avril 1907 et surtout, quoique très brièvement, premier ministre du 6 mars au 30 mai 1907.
Pugsley brigue à nouveau le siège de député fédéral, cette fois de la circonscription de la Cité et du Comté de Saint-Jean et l'obtient le 18 septembre 1907 lors d'une élection partielle due au décès de Alfred Augustus Stockton. Il est réélu le 26 octobre 1908, puis le 21 septembre 1911, cette fois pour la Cité de Saint-Jean face à Henry Powell. Il obtient le portefeuille de Ministre des travaux publics sous le gouvernement de Wilfrid Laurier du 30 août 1907 au 6 octobre 1911.
Il est nommé lieutenant-gouverneur du Nouveau-Brunswick le 6 novembre 1917 et le reste jusqu'au 28 février 1923.
Il est mort des suites d'une pneumonie le 3 mars 1925 à Toronto alors qu'il était président de la commission sur les réparations chargée de régler les demandes d’indemnités de guerre et est enterré le 7 mars au cimetière Fernhill de Saint-Jean.